# Mètode paranoicocrític
El mètode paranoicocrític és una tècnica surrealista desenvolupada per Salvador Dalí a començaments de la dècada del 1930. L'artista la va fer servir tant en la producció de pintures com en altres formats d'obra, especialment en aquells que implicaven il·lusions òptiques o altres imatges múltiples.

## Origen
Els surrealistes unien teories de la psicologia a la mateixa idea de la creativitat en l'art. A mitjan anys 30 el líder del moviment, André Breton, escrigué sobre una "crisi fonamental de l'objecte". L'objecte començà a ser interpretat no com una entitat fixa externa sinó també com una extensió de la subjectivitat. Un dels tipus d'objectes que tractava el surrealisme era l'objecte fantasma.
Segons Dalí, aquests objectes contenen un mínim de significat mecànic, però quan són contemplats la ment evoca imatges fantasmagòriques que són el resultat d'actes inconscients.
El mètode paranoic-crític va sorgir d'experiments surrealistes en la mateixa línia i que involucraven la psicologia i la creació d'imatges, com per exemple la tècnica de frottage de Max Ernst, en la qual es frega un llapis o guix en paper sobre una superfície dotada de textura i s'interpreten les imatges fantasma que passen de la textura al paper. També s'ha destacat la inspiració de Leonardo da Vinci i la seva tècnica d'observació de la paret i les formes que en sorgeixen. Lluís Racionero apunta que "en els quadres de l'època 1928-34 el paisatge i la llum de l'Empordà tenen una importància decisiva. (...) Si el surrealisme de Dalí supera el de Tanguy o de Chirico és precisament perquè aquests han de cercar les imatges dintre d'ells mateixos, mentre que Dalí les tenia a la vista: només li faltava combinar-les de manera paranoicocrítica (...) ell mateix reconeix els efectes del país en la seva dedicatòria a un llibre de poemes del seu amic Carles Fages de Climent: "Jo sóc divinament tocat de l'ala, nou Prometeu de Port Lligat".

## Descripció
L'aspecte de "paranoia" en el qual Dalí estava interessat i que es trobava en l'origen del mètode era la capacitat del cervell per percebre enllaços entre objectes que racionalment no tenen res a veure. Dalí descrivia el mètode paranoic-crític com un "mètode espontani de coneixement irracional basat en l'objectivitat crítica i sistemàtica de les associacions i interpretacions de fenòmens delirants". Basant-se en aquesta premissa, Dalí considerava la mosca l'insecte paranoic-crític per excel·lència.
Fer servir aquest mètode en la creació d'una obra d'art empraria un procés actiu de la ment per visualitzar imatges dins de l'obra i incorporar-les en el producte final. Un exemple d'obra creada d'aquesta manera és una imatge doble o una imatge múltiple en la qual pot sorgir i ser interpretada de diverses formes una imatge ambigua.
André Breton (qui el va conèixer de mà de Guy Mangeot) va ser un gran defensor del mètode de Dalí dient que era un "instrument de primària importància" i que s'ha demostrat immediatament capaç de ser aplicat tanta a la pintura, a la poesia, al cinema, a la construcció d'objectes típicament surrealistes, a la moda, a l'escultura, a la història de l'art, com, fins i tot, si calgués, a qualsevol forma d'exegesi."
El mateix Dalí va donar una altra definició del mètode declarant "... el practico amb èxit malgrat que no sé encara molt bé en què consisteix exactament. En termes generals, es tracta de la sistematització més rigorosa dels fenòmens i materials més delirants, amb la intenció de fer tangiblement creadores les seves idees més obsessivament perilloses. Aquest mètode no funciona si no es posseeix un motor tou d'origen diví, un nucli vivent, una Gala - i només n'hi ha una".

## Influència
En la seva introducció a l'edició de 1994 d'Els quatre conceptes fonamentals de la psicoanàlisi de Jacques Lacan, David Macey escriu que "la teoria del coneixement paranoic de Salvador Dalí amb certesa és de gran rellevància en el jove Lacan."